# アイティオール
アイティオール株式会社（ITALL INC.）は、本社を東京都港区芝大門に置く日本のIT企業。ウェブシステム開発・デザイン制作、自社インターネットメディアの運営、ジュエリー通販等を主な事業とする。社名のとおり「すべての企業にITを。」を掲げている。
本記事ではエンターテインメント事業を行う完全子会社のナイセン・エンターテインメント株式会社についても解説する。

## 概要
比較.com、ネットエイジアの取締役だった鹿島雄介が2007年に創業した。
クラウド型IP-PBXサービス「ナイセンクラウド（略称：ナイセン）」の企画開発を主力商品としつつ、多くのウェブシステム開発・ウェブデザインや、企業向けSNS「企業ネット」をはじめとする自社インターネットメディアの開発運営、ジュエリー通販「オールジュエリー」の開発運営などを行っている。
社名は「ITすべて」という意味に基づき名付けられたもので、IT関連のあらゆる分野で最先端を行くことを目標として掲げている。
かつて開発拠点として宮城県仙台市青葉区に支社を置いていたが、テレワークへの移行により、2020年11月10日に閉鎖された。
会社本来の事業内容は企業向けサービスであるが、一方でIT企業としてエンターテイメントを追求するとしており、PR活動としてビックカメラを始めとして、タカラトミーやクックパッドなどの企業の萌え擬人化企画など、Twitter（現:X）での活動を中心に一般向けコンテンツの提供も行っている。
ところどころにオリジナルキャラクターが存在しており、プロモーション関連や季節の挨拶（残暑見舞いや年始の挨拶など）のイラストで使用されている。主なキャラクターは「藍手いおり」「激おこバンバンちゃん」「TELUちゃん」「BELUちゃん」や宙花こよりが手掛けた「汐留ゆう」など。
毎年エイプリルフールには、手の込んだ企画を立ち上げている。
2022年にはエンターテインメント部門を分社化する形で完全子会社のナイセン・エンターテインメント株式会社が設立された。

## 沿革
- 2007年
  - 4月 - 東京都港区赤坂にアイティオール株式会社を設立。資本金1300万円。
  - 7月 - 間違いワード検索サイト「間違い.net」の運営を開始。
  - 8月 - 資本金を1500万円に増資。
  - 12月 - 「ジュエリーさいとう」の事業譲渡を受け、「オールジュエリー」と改名しジュエリー通販事業を開始[6]。
- 2008年
  - 3月 - 日本プライバシー認証機構「TRUSTe」の1000社目の認証（認証番号：01000）。
  - 6月 - 本社を東京都港区浜松町に移転。
  - 10月 - 企業向けSNS「企業ネット」が東京都経営革新計画（承認番号：20-214）を取得。
- 2009年
  - 3月 - 資本金を1700万円に増資。
  - 4月 - 届出電気通信事業者申請（届出番号：A-20-10415）。
  - 11月 - 仙台事業所を宮城県仙台市青葉区中央に開設。
- 2010年
  - 1月 - オールジュエリー、日本通信販売協会発行のオンラインマークを取得（認定番号：J62510-1-01）。
  - 2月 - VentureNow編集部が有望な“エグジット予備軍”として選定するベンチャー企業300社「VentureNow300」に選定。
  - 4月 - 仙台事業所を宮城県仙台市青葉区五橋に移転。
- 2011年
  - 2月 - 企業向けSNS「企業ネット」の運営を開始[7]。
  - 7月 - 資本金を2000万円に増資。
- 2012年
  - 10月 - 仙台事業所を宮城県仙台市青葉区一番町に移転。
  - 11月 - クラウド型IP-PBXサービス「naisen（ナイセン）」の提供を開始。FUSION IP-Phoneおよび企業ネットと連携[8]。
  - 12月 - 「naisen（ナイセン）」が東京都経営革新計画（承認番号：24-173）を取得（経営革新承認2回目）。
- 2013年
  - 5月
    - 赤坂サテライトオフィス開設。
    - オールジュエリーの商品が、映画『探偵はBARにいる2 ススキノ大交差点』で採用。

  - 7月 - 大手家電メーカーが参加するHEMS道場と共同で児童向け夏休みの自由研究支援ポータル「HEMSきっず」を開設[9]。
  - 8月 - オールジュエリーの商品が、バラエティ番組『所さんの目がテン!』で登場。
- 2014年
  - 1月 - 「naisen（ナイセン）」のCM動画に「私は特にどこでもいいです」というフレーズで話題となった関口愛美を起用[10]。
  - 3月 - 赤坂でインキュベーションオフィスを運営するマイスター・ファクトリー株式会社を子会社化[11]。
  - 5月 - イタリアンジュエリーブランド「Misis（ミシス）」の国内総代理店である平和堂貿易と提携し、日本国内向け公式ブランドサイト「misis.jp」を開設。
- 2015年
  - 2月 - naisen（ナイセン）のサービス名を「ナイセンクラウド」に変更。「ナイセン」「naisen」は略称、または、Twitterを中心とした活動の愛称としての利用へ。
  - 4月 - ナイセンがビックカメラ水戸駅店の萌え擬人化キャラクターを製作。「ビッカメ娘」プロジェクトが始動する[12]。
- 2016年
  - 3月 - ナイセンのテーマソング「ないせんのうた」をニコニコ動画とYouTubeで公開する[13][14]。
- 2017年
  - 4月 - アイティオール株式会社、創立10周年[15]。
- 2018年
  - 3月 - プライバシーマークを取得[16]。
  - 4月 - 本社を芝大門に移転。同時に、ナイセンクラウド浜松町リアルストアを浜松町・大門交差点エリアにオープン[17]。
  - 7月 - ナイセンのテーマソング第2弾として「電話革命ナイセン」をニコニコ動画とYouTubeで公開する[18]。
- 2019年
  - 6月 - Twitterに1万文字までの長文投稿ができるサイト「DAICON（ダイコン）」サービス開始[19]。
  - 9月 - 資本金を2700万円に増資。
- 2020年
  - 11月 - 仙台事業所を閉鎖。
- 2021年
  - 9月 - ナイセンクラウド浜松町リアルストアの隣に新たにショーウィンドウを設置[20]。
- 2022年
  - 6月 - エンターテインメント部門を分社化する形で完全子会社のナイセン・エンターテインメント株式会社を設立[5]。藍沢 ももこがナイセン・エンターテインメント代表取締役に就任。
- 2023年
  - 6月 - 藍沢 ももこがナイセン・エンターテインメント代表取締役を退任[21]。
  - 9月 - 大門交差点付近にショールームを移転し、名称を「TOKYO BIG GATE」とする[22]。

## 事業内容

### ナイセンクラウド
固定電話をクラウドサービス化し、遠隔地の事業所や社員の携帯電話などを含む事業所内すべての電話を内線電話化し、特定の固定電話番号からの発着信に利用できるようにする企業向け電話サービスである。
主力サービスであり、アイティオールの公式Twitterも「ナイセン」名義で運用されている。様々な方法でPRを行っており、漫画による解説では若手OLのキャラクター「藍手いおり」が主人公となっている。
また、CM動画を制作した際には関口愛美が起用された。さらにCM動画内で机を叩くワンシーンから派生して「激おこバンバンちゃん」というキャラクターが生まれ、激おこバンバンちゃんを主役にしたスマホアプリの配信なども行われている。
さらに2016年にはテーマソング「ないせんのうた」も発表され、楽曲はカラオケのJOYSOUNDや、セガのアーケードゲームmaimaiでも配信されている。藍手いおり、激おこバンバンちゃんなどのキャラクターはLINEスタンプとしても配信されているほか、二人の3Dモデルを利用したバーチャルYouTuberとしてYouTubeの「ナイセンチャンネル」に動画を投稿していた。

### Twitterアカウントの擬人化
アイティオール（現:ナイセン・エンターテイメント）のイラストレーター藍沢ももこによる、Twitterアカウントの擬人化（イラスト制作）。
クックパッドたん
- クックパッドたん (@cookpad_pr) - X（旧Twitter）

ビッカメ娘と同じくナイセンによるクックパッドの公式擬人化キャラクター・バーチャルYouTuberとしてクックパッドたんが存在しており、その関係でキーコーヒーのカフェ「KEY‘S CAFE」がある店舗ではコラボメニューの展開を数回実施している。また、2019年のバレンタインデーにはニコニコ生放送「高橋李依の今晩なにつくろ？」ともコラボし、該当店舗のビッカメ娘・クックパッドたん・番組MCを務める声優の高橋李依を元にした「りえりーたん」のイラストが入ったキットカットの配布も行った。2023年12月31日をもって卒業、翌年2月1日にX(旧:TWitter)とYoutubeのアカウントは削除されている。
BSイレブンたん
- itallincのツイート（742914790801039361）

MIKASAたん
- itallincのツイート（1133206307891081216）

その中でビックカメラの店舗アカウントの擬人化が、ビッカメ娘である。

## 関連書籍
- ビックカメラ店舗擬人化プロジェクト ビッカメ娘 ビジュアルブック 2019/3/15 発売 ISBN 4040654013

ナイセン （原著、監修）
KADOKAWA （出版）
ビッカメ娘と共に他のTwitterアカウントの擬人化キャラクターも載っている。